# Cubillejo
Cubillejo es una localidad del municipio de Mambrillas de Lara, en la provincia de Burgos, comunidad autónoma de Castilla y León (España).

## Geografía
Se encuentra ubicado en la comarca de Sierra de la Demanda, partido judicial de Salas de los Infantes. En el antiguo Alfoz de Lara, al sur de la Sierra de la Demanda y al norte de la Sierra de Las Mamblas; a 23 km de Salas de los Infantes, cabeza de partido, y a 36 de Burgos. Se accede por autobús en las rutas Burgos-Barbadillo y Burgos-Covaleda, con parada a 3 km.

## Historia
A la caída del Antiguo Régimen queda agregado al ayuntamiento constitucional de Mambrillas de Lara, en el Partido de Salas de los Infantes, perteneciente a la región de Castilla la Vieja.

## Situación administrativa
En las elecciones locales de 2007 correspondientes a esta entidad local menor no se presenta ninguna candidatura. Su alcalde pedáneo es Julián Santos García (PP).

## Demografía
Evolución de la población
| Gráfica de evolución demográfica de Cubillejo de Lara entre 2000 y 2017 |
|                                                                         |
| Población de derecho (2000-2017) según el padrón municipal del INE      |